# Schwaneberg
Schwaneberg is een plaats in de Duitse gemeente Sülzetal. De gemeente ligt in de Landkreis Börde in de deelstaat Saksen-Anhalt. Schwaneberg telt 694 inwoners (2006).